# Pilaf

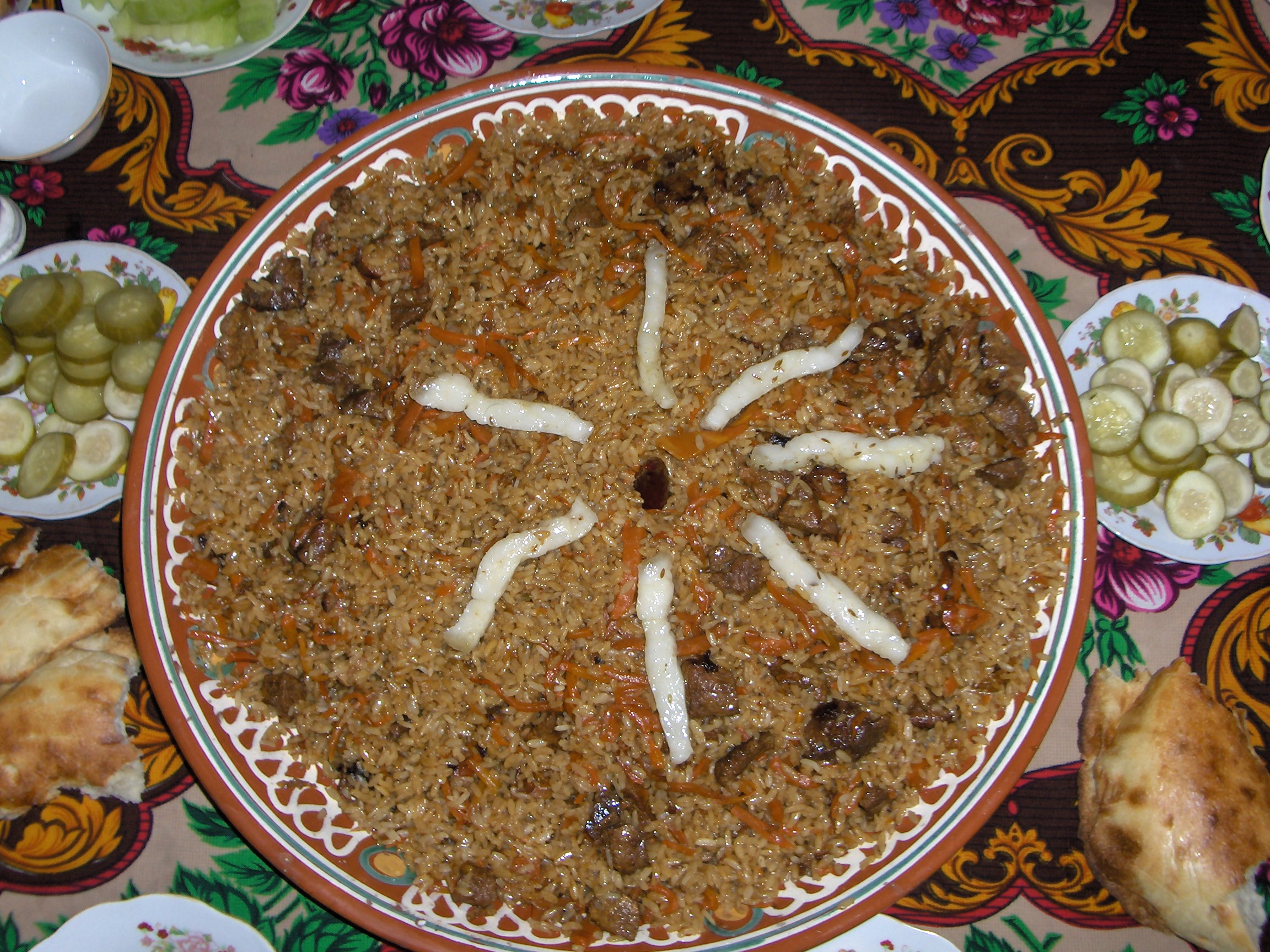

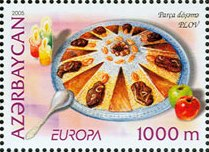
Selo azerbaijano de 2005 mostrando um prato de pilaf

Pilaf ou pilau é um arroz preparado com especiarias, popular no Oriente Médio. Consiste em fritar o arroz num refogado de cebola e gordura de forma a torná-lo transparente, após o que lhe é adicionado um líquido, geralmente água.
Serve de acompanhamento para frango ou cordeiro assado, ou cozido de legumes, guisado ou marisco. Também pode ser servido puro. Para o preparo, utiliza-se óleo de girassol ou manteiga clarificada, cebola, vagens de cardamomo verde; canela em pau, cravo-da-índia, cominho, pimenta do reino, mas apenas as sementes de cominho são comidas.